# Arthur Newton
Arthur Newton (Arthur Lewis Newton; * 31. Januar 1883 in Upton, Massachusetts; † 19. Juli 1950 in Worcester, Massachusetts) war ein US-amerikanischer Langstreckenläufer und Olympiasieger.
Der nur 1,60 m große Newton wurde wegen seines Lauftalents schon als Jugendlicher beim renommierten New York Athletic Club (NYAC) aufgenommen. 1900 gewann er einen von der Amateur Athletic Union veranstalteten Lauf für Junioren im Meilenlauf.
Eine Teilnahme an den Olympischen Spielen 1900 in Paris stand in Aussicht, doch die Teilnehmer wurden fast ausschließlich von den besten Universitäten und Colleges der USA benannt. Newton war jedoch kein Student. Allerdings gab es im Langstreckenlauf in jener Zeit keinen herausragenden US-amerikanischen Athleten, weshalb man bei den nationalen Meisterschaften von 1895 bis 1898 keinen Lauf über fünf Meilen und von 1897 bis 1902 keinen Lauf über drei Meilen austrug. 1899 wurden die Brüder Alex Grant (der in Paris über 800 m und 4000 m Hindernis startete) und Dick Grant (der am olympischen Marathon in Paris teilnahm), die ersten US-Meister über fünf Meilen seit 1894 (ein Fünf-Meilen-Lauf oder eine vergleichbare Bahndistanz stand nicht auf dem olympischen Programm von 1900).
Auf der Suche nach einem Teilnehmer für den Marathonlauf in Paris kam es zum ersten Vorausscheidungswettkampf der US-amerikanischen olympischen Geschichte. Die in der gegenwärtigen Zeit als US-Trials bekannten Ausscheidungskämpfe wurden danach regelmäßig erst ab 1908 veranstaltet. Am 17. Juni 1900 wurde auf Long Island (New York) ein Lauf über 15 Meilen (24,14 km) ausgetragen, den Arthur Newton mit 1:28:55 h gewann und sich so seine Teilnahme an den Spielen in Paris sicherte.
Newton nahm in Paris am 15. Juli zunächst am Hindernislauf über 2500 Meter teil. An diesem Tag war er 17 Jahre und 166 Tage alt und damit der jüngste US-amerikanische Leichtathlet bei Olympischen Spielen aller Zeiten. Er belegte den vierten Platz.
Vier Tage später fand bei Temperaturen bis 39 °C der olympische Marathonlauf in Paris statt. Es handelte sich dabei um den heißesten Lauf der olympischen Geschichte. Zudem war der Lauf überschattet von einer äußerst schlechten Organisation, bei der es an jeglicher Streckenmarkierung fehlte, weshalb eine Reihe von Athleten behaupteten, der Sieger, Michel Théato, und der Zweite, Émile Champion, hätten wegen ihrer Ortskenntnis die Strecke abgekürzt. Newton war noch jahrelang davon überzeugt, er hätte den Lauf gewonnen, denn nach seiner Aussage lag er zur Hälfte des Rennens in Führung und wäre danach von niemanden mehr überholt worden. Er wurde offiziell als Fünfter gewertet.
Zurück in den USA nahm er noch im selben Jahr an den nationalen Meisterschaften teil und errang den Titel über fünf Meilen in 27:41,4 min. Bei erneuter Teilnahme im Jahr 1902 gewann er den Hindernislauf über zwei Meilen und wurde Dritter beim Lauf über eine Meile.
Die leichtathletischen Wettkämpfe bei den Olympischen Spielen 1904 in St. Louis wurden von den verschiedenen Leichtathletikvereinen der USA als prestigeträchtiger Wettkampf unter den Clubs betrachtet. Sie schickten ihre besten Athleten zu den Spielen, wozu auch Arthur Newton gehörte, der vom New York Athletic Club entsendet worden war.
Am 29. August startete Newton im Hindernislauf über 2590 Meter. Newton erreichte den dritten Platz, ohne die beiden Läufer vor ihm jemals gefährden zu können.
Nur einen Tag später stand Newton am Start zum Marathonlauf. Newton lag bis zur Hälfte des Rennens fast immer in Führung, fiel dann jedoch auf den dritten Platz zurück, den er bis ins Ziel halten konnte. Ähnlich dem Lauf in Paris war jedoch auch dieser Marathonlauf überschattet von Skandalen. Ein Antrag auf Disqualifikation des Siegers Thomas Hicks wegen einseitiger Vorteilsnahme durch ständige Betreuung während des Wettkampfs wurde zurückgewiesen. Erneut fühlte sich Newton betrogen, doch konnte er sich diesmal wenigstens mit einer Medaille trösten. Newton war damit der erste Läufer in der Geschichte des olympischen Marathonlaufs, der zwei Läufe in Folge beenden konnte.
Am 3. September errang Newton schließlich seinen größten sportlichen Erfolg als Olympiasieger im Mannschaftslauf über vier Meilen. Zusammen mit George Underwood, Paul Pilgrim, Howard Valentine und David Munson startete er für den New York Athletic Club, einziger Gegner war die Mannschaft der Chicago Athletic Association. Es wurde ein Lauf ausgetragen, an dem alle zehn Läufer (fünf für jede Mannschaft) teilnahmen. Die Mannschaftswertung erfolgte nach Platzziffern (Platz 1 = 1 Punkt; Platz 2 = 2 Punkte etc.). Als Sieger des Laufes in 21:17,8 min und damit der niedrigsten Platzziffer trug Newton erheblich zum Sieg seiner Mannschaft bei.
Platzierungen bei Olympischen Spielen:
- II. Olympische Spiele 1900, Paris
  - 2500 m Hindernis – Vierter mit unbekannter Zeit (Gold an George Orton aus Kanada mit 7:34,4 min)
  - Marathon – Fünfter mit 4:04:12 h (Gold an Michel Théato aus Luxemburg mit 2:59:45 h)
- III. Olympische Spiele 1904, St. Louis
  - 4 Meilen Mannschaft – Gold mit der Mannschaft New York Athletic Club (Silber an Chicago Athletic Association)
  - 2500 m Hindernis – Bronze mit 7:46,0 min (Gold an James Lightbody aus den USA mit 7:39,6 min; Silber an John Daly aus dem Vereinigten Königreich mit 7:40,6 min)
  - Marathon – Bronze mit 3:47:33 h (Gold an Thomas Hicks aus den USA mit 3:28:53 h; Silber an Albert Corey aus den USA mit 3:34:52 h)

Nach 1904 beteiligte sich Newton noch einige Jahre an Wettkämpfen, doch konnte er nicht mehr an seine Erfolge anknüpfen. Über sein Leben außerhalb des Sports ist nichts bekannt.